# Fred Martin
Frederick ("Fred") Martin (Carnoustie, 13 mei 1929 – 21 augustus 2013) was een Schots voetbaldoelman. 
Martin was een doelman die in 1954 en 1955 6 interlands keepte voor Schotland. Hij was speler tijdens de Wereldkampioenschap voetbal 1954 in Zwitserland. Schotland verloor eerst van Oostenrijk met 1-0 en op 19 juni 1954 met 7-0 van Uruguay in Basel met Martin op doel. In de pers kreeg hij de schuld: "when the mood was upon him, he could be very good, but at other times, played exactly as you would expect an inside-right to play if shoved between the posts".  Tijdens zijn 6 interlands kreeg hij 20 doelpunten tegen. Na de 7-2 nederlaag in 1955 tegen aartsrivaal Engeland is hij niet meer opgeroepen.
Hij begon met voetballen bij Carnoustie Panmure F.C. als een spits. Tijdens de militaire dienst is hij overgestapt naar doelman.  
Van 1946 tot en met 1960 speelde hij bij Aberdeen FC. Totaal heeft hij 291 officiële wedstrijden gespeeld voor Aberdeen en hij is twee keer landskampioen geworden (1954/1955 en 1955/1956). Hij heeft ook nog drie keer de Schotse beker gewonnen. Door blessures moest hij zijn loopbaan beëindigen in 1960.
Daarna ging hij handelen in whiskey en werkte bij Dewar's Scotch Whisky (inmiddels overgenomen door Bacardi) tot zijn pensioen in 1994.
Martin is in 2007 opgenomen in de Hall of Fame van FC Aberdeen.
Op 21 augustus 2013 is hij overleden. De Schotse doelman is 84 jaar oud geworden.